# Егоров, Николай Сергеевич (микробиолог)
Никола́й Серге́евич Его́ров (5 января 1921, д. Попадкино, Суздальский уезд, Владимирская губерния, РСФСР — 14 декабря 2021, Москва, Россия) — советский и российский микробиолог, государственный и хозяйственный деятель, доктор биологических наук (1965), профессор МГУ, заслуженный деятель науки РФ (1995). Лауреат Государственной премии СССР и премии Совета Министров СССР.

## Биография
Родился 5 января 1921 года в дер. Попадкино Суздальского уезда Владимирской губернии (по настоящему административному делению: Гаврилово-Посадского района Ивановской области).
В 1939 г. окончил среднюю школу и сразу был призван на воинскую службу в составе Черноморского флота. Служил в отдельной Очаковской саперной роте Северо-западного укрепленного района Черноморского флота.
С первых дней Отечественной войны участвовал в боевых действиях. В сентябре 1942 г. был ранен и после лечения в госпитале города Коканда (Узбекская ССР) в декабре того же года демобилизован.
В октябре 1943 г. был принят в число студентов биологического факультета Московского государственного университета им. М. В. Ломоносова, который окончил в 1948 году. По окончании университета был принят в аспирантуру на кафедру микробиологии. В марте 1951 г. защитил кандидатскую диссертацию на тему: «Условия образования микроорганизмами ряда антибиотиков и фибринолитических ферментов».
После окончания аспирантуры оставлен на кафедре микробиологии МГУ, где прошёл путь от ассистента до заведующего кафедрой. В 1968 г. было присвоено звание профессора.
С февраля 1959 г. по август 1963 г. с перерывом в десять месяцев, в течение которых он был стажером Лидского университета в Великобритании, работал заместителем декана по науке биолого-почвенного факультета МГУ.
В 1963 г. приглашен на работу в аппарат ЦК КПСС инструктором, а затем заведующим сектором вузов Отдела науки и учебных заведений.
В феврале 1967 г. Постановлением Совета Министров СССР назначен заместителем министра высшего и среднего специального образования СССР. В этой должности проработал до мая 1988 г.
В августе 1967 г. был назначен заведующим кафедрой микробиологии, которой руководил до мая 1988 г., после чего был зачислен на должность профессора Биотехнологического Центра МГУ, где работал до последнего времени, возглавляя отдел промышленной микробиологии.
5 января 2021 года в кругу семьи, коллег и друзей отметил 100-летний юбилей. 14 декабря 2021 года ушёл из жизни, 22 января 2022 года похоронен на Востряковском кладбище.
В честь Н.С. Егорова и его сына С.Н. Егорова был назван вид дрожжей Leucosporidium egoroviorum.

## Публикации
- Егоров, Н. С. Основы учения об антибиотиках: Учеб. для биол. спец. ун-тов. — 4-е изд., перераб. и доп.. — М.: Высшая школа, 1986. — 447 с.
- Егоров, Н. С. Микробы-антагонисты и биологические методы определения антибиотической активности. — 4-е изд., перераб. и доп.. — М.: Высшая школа, 1965. — 211 с.
- Данилов В. С., Егоров, Н. С. Бактериальная биолюминесценция. — М.: Изд-во МГУ, 1990. — 151 с.
- Batomunkueva B.P., Egorov N.S. Isolation, purification, and separation of the extracellular proteinase complex of aspergillus ochraceus 513 with fibrinolytic and anticoagulant activities // Микробиология. — 2001. — Т. 70, № 5. — С. 602—606.
- Осмоловский А. А., Крейер В. Г., Кураков А. В., Баранова Н. А., Пискункова Н. Ф., Егоров Н. С. Микромицеты Aspergillus flavus и A. oryzae как продуценты протеиназ - активаторов белков системы гемостаза человека // Микология и фитопатология, издательство. — 2019. — Т. 53, № 3. — С. 183—185.

## Государственные награды
- Орден Отечественной войны II степени
- Орден Отечественной войны I степени (1985)
- Орден «Знак Почёта» (1967)
- Орден «Трудового Красного Знамени» (1971, 1976)
- Орден «Дружбы народов» (1980)
- Медаль «За оборону Одессы» (1942)
- Медаль «За оборону Кавказа» (1944)
- Медаль «За победу над Германией в Великой Отечественной войне 1941—1945 гг.» (1946)
- Медаль «За трудовую доблесть» (1961)